# Good Trouble
| Recensione              | Giudizio    |
| ----------------------- | ----------- |
| AllMusic                | [ 3 ]       |
| Sputnikmusic            | 3.6 (Great) |
| Dizionario del Pop-Rock | [ 5 ]       |

Good Trouble è il decimo album dei REO Speedwagon, pubblicato nel giugno del 1982.
È stato il secondo album più venduto nella storia della band, raggiungendo la posizione numero 7 nelle classifiche Billboard 200.
Il singolo Keep the Fire Burnin' ha raggiunto la posizione numero 7 nella Chart Billboard Hot 100, e la numero 2 su Mainstream Rock Tracks.

## Tracce
Lato A
1. Keep the Fire Burnin' – 3:53 (Kevin Cronin)
2. Sweet Time – 3:08 (Kevin Cronin)
3. Girl with the Heart of Gold – 4:24 (Bruce Hall)
4. Every Now and Then – 4:00 (Gary Richrath)
5. I'll Follow You – 4:24 (Gary Richrath)

Lato B
1. The Key – 3:26 (Kevin Cronin)
2. Back in My Heart Again – 3:19 (Gary Richrath)
3. Let's Be-Bop – 3:14 (Bruce Hall)
4. Stillness of the Night – 3:43 (Gary Richrath)
5. Good Trouble – 4:08 (Kevin Cronin)

## Musicisti
Keep the Fire Burnin'
- Kevin Cronin - voce solista, pianoforte, chitarra acustica, accompagnamento vocale-coro
- Gary Richrath - chitarre elettriche
- Neal Doughty - organo
- Bruce Hall - basso
- Alan Gratzer - batteria
- Steve Forman - percussioni
- Good Trouble Makers - accompagnamento vocale-cori
- Tom Kelly - accompagnamento vocale-coro
- Richard Page - accompagnamento vocale-coro

Sweet Time
- Kevin Cronin - voce solista, chitarre acustiche, accompagnamento vocale-coro
- Gary Richrath - chitarre elettriche
- Neal Doughty - organo
- Bruce Hall - basso
- Alan Gratzer - batteria
- Steve Forman - crotales, chimes
- Powdertones - accompagnamento vocale-cori
- Richard Page - accompagnamento vocale-coro
- Tom Kelly - accompagnamento vocale-coro

Girl with the Heart of Gold
- Bruce Hall - prima voce solista, basso
- Kevin Cronin - seconda voce solista
- Gary Richrath - chitarre
- Neal Doughty - sintetizzatori
- Alan Gratzer - batteria, tamburello
- Tom Kelly - accompagnamento vocale-coro
- Richard Page - accompagnamento vocale-coro

Every Now and Then
- Kevin Cronin - voce solista, chitarre acustiche, accompagnamento vocale-coro
- Gary Richrath - chitarre elettriche
- Neal Doughty - pianoforte, sintetizzatore
- Bruce Hall - basso
- Alan Gratzer - batteria
- The Trouble Makers - accompagnamento vocale-cori
- Tom Kelly - accompagnamento vocale-coro
- Richard Page - accompagnamento vocale-coro

I'll Follow You
- Kevin Cronin - voce solista, chitarra acustica
- Gary Richrath - chitarre elettriche
- Neal Doughty - pianoforte
- Bruce Hall - basso
- Alan Gratzer - batteria

The Key
- Kevin Cronin - voce solista, chitarre ritmiche
- Gary Richrath - chitarre elettriche
- Neal Doughty - pianoforte, organo
- Bruce Hall - basso
- Alan Gratzer - batteria
- Steve Forman - shakers

Back in My Heart Again
- Gary Richrath - chitarre elettriche
- Kevin Cronin - voce solista, chitarre acustiche, accompagnamento vocale-coro
- Neal Doughty - pianoforte, sintetizzatori
- Bruce Hall - basso
- Alan Gratzer - batteria, tambourine

Let's Be-Bop
- Bruce Hall - voce solista, basso
- Kevin Cronin - armonie vocali
- Gary Richrath - chitarre
- Neal Doughty - sintetizzatore
- Alan Gratzer - batteria

Stillness of the Night
- Gary Richrath - chitarre elettriche
- Kevin Cronin - voce solista, chitarra acustica
- Neal Doughty - sintetizzatore
- Bruce Hall - basso
- Alan Gratzer - batteria

Good Trouble
- Kevin Cronin - voce solista, chitarra ritmica, accompagnamento vocale-coro
- Gary Richrath - chitarre elettriche
- Neal Doughty - organo
- Bruce Hall - basso
- Alan Gratzer - batteria

Note aggiuntive
- Kevin Cronin, Gary Richrath, Kevin Beamish e Alan Gratzer - produttori
- Registrazioni effettuate da febbraio a maggio 1982 al Sound City Studio di Los Angeles, California (Stati Uniti)
- Kevin Beamish - ingegnere delle registrazioni
- Bruce Barris e Tom Cummings - assistenti ingegnere delle registrazioni
- Mixato e masterizzato al Kendun Recorders di Burbank, California
- Jeff Sanders - ingegnere mastering
- Kevin Cronin e REO Speedwagon - arrangiamenti
- Kosh (John Kosh) e Ron Larson - art direction e design album
- Aaron Rapoport - fotografie
- John Baruck - manager[11]

## Classifica
Album
| Anno | Classifica            | Posizione raggiunta |
| ---- | --------------------- | ------------------- |
| 1982 | Billboard 200         | 7                   |
| 1982 | Official Albums Chart | 29                  |

Singoli
| Anno | Titolo del brano      | Classifica        | Posizione raggiunta |
| ---- | --------------------- | ----------------- | ------------------- |
| 1982 | Keep the Fire Burnin' | Billboard Hot 100 | 7                   |
| 1982 | Sweet Time            | Billboard Hot 100 | 26                  |